# كوينتانار ديل ري
بلدية كوينتانار ديل ري (بالإسبانية: Quintanar del Rey)‏، هي إحدى بلديات مقاطعة قونكة إحدى مقاطعات إسبانيا، و التي تقع في منطقة قشتالة لا منتشا وسط البلاد, و المائلة لجهة الشرق من إسبانيا.
يبلغ عدد سكانها 7.563 نسمة وفقاً لإحصائية سنة (2007).